# 미니 드라이버
미니 드라이버(Minnie Driver, 1970년 1월 3일 ~ )는 잉글랜드의 배우 및 가수이다.

## 출연 작품

### 드라마
- 심해원정대 오르페우스호

### 영화
- 동창회 대소동
- 오페라의 유령
- 굿 윌 헌팅
- 하드 레인
- 타잔
- 비키퍼 - 자넷 하워드 역